# Strand, Bräcke och Råssbyn
Strand, Bräcke och Råssbyn var före 2015 en av SCB avgränsad och namnsatt småort i Uddevalla kommun i Västra Götalands län. Småorten omfattade bebyggelse i byarna Strand och Bräcke i Forshälla socken. Bebyggelsen i Råssbyn ligger norr om småortens avgränsning. 
Området räknas från 2015 till tätorten Strand.